# Fédération typographique belge
 (août 2013).
La Fédération typographique belge ou Fédération de l’industrie du livre est un syndicat belge établi en 1869 par les Associations de typographes de Bruxelles, de Gand et d’Anvers. C’est le plus ancien syndicat belge à envergure nationale.
Elle est fusionnée avec la Centrale des travailleurs du livre le 1er janvier 1945 pour devenir la Centrale de l’industrie du livre et du papier,, celle-ci sera ensuite fusionnée dans le Syndicat des employés, techniciens et cadres en 1995.

## Présidents
1883: Pierre-Joseph Rousseau
1890: Gustave Defnet
1891: Charles Callewaert
1891: Félix Van Ausloos
1903: Jean Pletinckx
1907: Alfred Durieux
1914: Gustave Conrardy
1920:
1929: Louis Stordeur
1932: Alexander Theunissens